# Майделе, Карина
Кари́на Ма́йделе (нем. Carina Meidele; род. 18 апреля 1965, Крефельд, Северный Рейн-Вестфалия) — немецкая кёрлингистка.

## Достижения
- Чемпионат Европы по кёрлингу: золото (1995), бронза (1996, 1997).

## Команды
| Сезон   | Четвёртый   | Третий        | Второй         | Первый                                   | Запасной                                                     | Турниры                      |
| ------- | ----------- | ------------- | -------------- | ---------------------------------------- | ------------------------------------------------------------ | ---------------------------- |
| 1994—95 | Андреа Шёпп | Моника Вагнер | Натали Несслер | Карина Майделе (ЧМ)                      | Хайке Вилендер тренер: Райнер Шёпп                           | ЧМ 1995 (4 место)            |
| 1995—96 | Андреа Шёпп | Моника Вагнер | Натали Несслер | Карина Майделе                           | Хайке Вилендер тренер: Райнер Шёпп                           | ЧЕ 1995 · ЧМ 1996 (4 место)  |
| 1996—97 | Андреа Шёпп | Моника Вагнер | Натали Несслер | Карина Майделе                           | Хайке Вилендер тренер: Райнер Шёпп                           | ЧЕ 1996 · ЧМ 1997 (6 место)  |
| 1997—98 | Андреа Шёпп | Моника Вагнер | Натали Несслер | Карина Майделе (ЧЕ) Хайке Вилендер (ЗОИ) | Хайке Вилендер (ЧЕ) Карина Майделе (ЗОИ) тренер: Райнер Шёпп | ЧЕ 1997 · ЗОИ 1998 (8 место) |

(скипы выделены полужирным шрифтом)